# Кларинет
Кларинетът (или често кларнет на български) е музикален инструмент от групата на дървените духови инструменти.
Създаден е през 1690 година от видния майстор на музикални инструменти Йохан Кристоф Денер в Нюрнберг въз основа на старинния френски инструмент шалюмо (chalumeau). Изобретеният от Денер кларинет отначало бил много просто устроен, със 7 пръстови отвора и 2 клапи. След това кларинетът изминава дълъг път на развитие, за да достигне до днешния си усъвършенстван вид. Синът на Денер въвежда редица подобрения. В 1825 г. се проявява Иван Мюлер, а през втората половина на 19 век – братята А. и Й. Щадлер, Хиацинт Клозе. Последният прилага на кларинета и Бьом-система. Днес най-много са разпространени френските кларинети от Бьом-система и германските кларинети от система Хекел.
Кларинетът си пробива доста трудно път в оперния и симфоничния оркестър. Във Франция за първи път е бил използван от Жан Филип Рамо в операта „Акант и Кефиз“ (1751 г.). Има около 12 разновидности на кларинета, които се различават по големина и звук – обикновен кларинет, малък кларинет, любовен кларинет, алтов кларинет, баскларинет и други.
Кларинетът се изработва от абаносово или кокосово дърво. Той се състои от пет части и е снабден най-малко с 20 клапи. Представлява цилиндрична тръба с клапи, седем отверстия и наустник (мундщук) с единична тръстикова пластинка (платък).
Обикновеният кларинет се употребява в 2 строя – в В и А. По времето на Хайдн, Моцарт и Бетовен се е употребявал и нетранспониращ кларинет в С строй, обаче постепенно във втората половина на 19 век изчезва от музикалната практика поради резкия си и груб тембър.
За обикновения кларинет се нотира на виолинов ключ. Тоновият му обем е от „ми“ на малка до „ла“ на трета октава, но е възможно и до „до“ на четвърта; макар реално звучащият обем да зависи от строя му.
От всички дървени духови инструменти отделните регистри на кларинета се отличават най-много един от друг по своя характер. Ниският регистър на кларинета се нарича шалюмо (chalumeau), средният – чакан (czakan), а високият – клерон (clairon).
Кларинетът има изключително богати и гъвкави динамически възможности. Никой друг дървен духов инструмент не може да изгради diminuendo/decrescendo до пълно изчезване на тона като него. Кларинетът може да развие много силна динамика в ниския и високия си регистър. Той няма и ограничения в рамките на целия си тонов обем и по отношение на динамиката пиано-пианисимо.
| Кларинети в си бемол |  | Баскларинет |
| Кларинети в си бемол |  | Баскларинет |

След флейтата, кларинетът е най-подвижният инструмент от групата на дървените духови инструменти. Той може да свири почти всичко, което изпълнява флейтата. По-трудни за него са октавовите скокове. В легато кларинетът превъзхожда флейтата, но ѝ отстъпва в стакатото. Той е незаменим инструмент за изпълнение на широки мелодически линии.
Кларинетът има чиста и изразителна звучност и се използва в симфонични и духови оркестри, но на него може да се свири както българска народна музика, така и джаз.
В България кларинетът прониква в средата на XIX век и скоро започва да се използва в множество градски, салонни, сватбарски и военни оркестри, като основната част от изпълнителите са цигани. През следващите десетилетия той навлиза широко в българската народна музика, измествайки традиционни инструменти, като кавала, гайдата и зурната.